# Liste der Baudenkmäler in Schwarzenbach am Wald
Auf dieser Seite sind die Baudenkmäler in der oberfränkischen Stadt Schwarzenbach am Wald zusammengestellt. Diese Tabelle ist eine Teilliste der Liste der Baudenkmäler in Bayern. Grundlage ist die Bayerische Denkmalliste, die auf Basis des Bayerischen Denkmalschutzgesetzes vom 1. Oktober 1973 erstmals erstellt wurde und seither durch das Bayerische Landesamt für Denkmalpflege geführt wird. Die folgenden Angaben ersetzen nicht die rechtsverbindliche Auskunft der Denkmalschutzbehörde.

## Baudenkmäler nach Gemeindeteilen

### Schwarzenbach
| Lage                             | Objekt                                              | Beschreibung | Akten-Nr.    | Bild           |
| -------------------------------- | --------------------------------------------------- | --- | ------------ | -------------- |
| Hauptstraße 77 (Standort)        | Ehemaliges Forstamt                                 | Eingeschossiger Bau mit Satteldach und Zwerchhaus, 1844, Stallgebäude mit Satteldach, Scheune mit Satteldach, an der Hofseite verschiefert | D-4-75-169-1 | weitere Bilder |
| Marktplatz 8 (Standort)          | Evangelisch-lutherisches Pfarrhaus                  | Zweigeschossiger Walmdachbau, Gliederung durch Putzbänder, Maximiliansstil, nach 1859                                                      | D-4-75-169-2 | weitere Bilder |
| Marktplatz 17 (Standort)         | Ehemaliges Kantorat und Schulhaus                   | Zweigeschossiger Walmdachbau, um 1850 | D-4-75-169-3 | weitere Bilder |
| Martin-Luther-Platz 1 (Standort) | Evangelisch-lutherische Pfarrkirche, Christuskirche | Saalbau mit Chorturm, im Kern 18. Jahrhundert, Wiederaufbau 1863–65, Turm 1948–49, mit Ausstattung                                         | D-4-75-169-4 | weitere Bilder |

### Bernstein am Wald
| Lage                             | Objekt                              | Beschreibung                                                                            | Akten-Nr.    | Bild           |
| -------------------------------- | ----------------------------------- | --------------------------------------------------------------------------------------- | ------------ | -------------- |
| Michaelisgasse 2 (Standort)      | Evangelisch-lutherische Pfarrkirche | Saalbau mit Ostturm, 1855–60; mit Ausstattung                                           | D-4-75-169-5 | weitere Bilder |
| Romansfelsenstraße 18 (Standort) | Schmidtsches Gut                    | Wohnhaus, zweigeschossiger Sandsteinquaderbau mit Walmdach, um 1870                     | D-4-75-169-7 | BW             |
| Romansfelsenstraße 25 (Standort) | Pfarrhaus                           | Eingeschossiger Halbwalmdachbau, Giebeltrapez verputztes Fachwerk, Ende 18. Jahrhundert | D-4-75-169-6 | Pfarrhaus      |

### Döbra
| Lage                                | Objekt                                               | Beschreibung                                                  | Akten-Nr.    | Bild           |
| ----------------------------------- | ---------------------------------------------------- | ------------------------------------------------------------- | ------------ | -------------- |
| Kirchplatz 6 (Standort)             | Evangelisch-lutherische Pfarrkirche St. Bartholomäus | Saalkirche mit Turm, neugotisch, 1873/75, mit Ausstattung     | D-4-75-169-8 | weitere Bilder |
| Schwarzenbacher Straße 8 (Standort) | Pfarrhaus                                            | Zweigeschossiger Walmdachbau, Südwestseite verschiefert, 1825 | D-4-75-169-9 | BW             |

### Göhren
| Lage                | Objekt        | Beschreibung                                                                          | Akten-Nr.     | Bild |
| ------------------- | ------------- | ------------------------------------------------------------------------------------- | ------------- | ---- |
| Göhren 1 (Standort) | Wohnstallhaus | Zweigeschossig, mit Halbwalmdach, Mitte 19. Jahrhundert, im Kern wohl 18. Jahrhundert | D-4-75-169-10 | BW   |

### Rodeck
| Lage                | Objekt        | Beschreibung                              | Akten-Nr.     | Bild          |
| ------------------- | ------------- | ----------------------------------------- | ------------- | ------------- |
| Rodeck 5 (Standort) | Wohnstallhaus | Zweigeschossig, mit Halbwalmdach, um 1835 | D-4-75-169-17 | Wohnstallhaus |

### Schönwald
| Lage                   | Objekt        | Beschreibung                                                                      | Akten-Nr.     | Bild |
| ---------------------- | ------------- | --------------------------------------------------------------------------------- | ------------- | ---- |
| Schönwald 2 (Standort) | Wohnstallhaus | Zweigeschossig, mit Halbwalmdach, Giebelseite verschiefert, Mitte 19. Jahrhundert | D-4-75-169-13 | BW   |

### Schwarzenstein
| Lage                    | Objekt   | Beschreibung                                                   | Akten-Nr.     | Bild           |
| ----------------------- | -------- | -------------------------------------------------------------- | ------------- | -------------- |
| Am Denkmal 2 (Standort) | Wohnhaus | Zweigeschossig, mit Walmdach, 1885–86, im Kern 17. Jahrhundert | D-4-75-169-14 | weitere Bilder |

### Thron
| Lage                                        | Objekt        | Beschreibung                                                                                | Akten-Nr.     | Bild |
| ------------------------------------------- | ------------- | ------------------------------------------------------------------------------------------- | ------------- | ---- |
| Thron 7 (Standort)                          | Wohnstallhaus | Eingeschossig, massiv mit Halbwalmdach, wohl zweite Hälfte 18. Jahrhundert                  | D-4-75-169-18 | BW   |
| Grieshammer, Grund, am Thronbach (Standort) | Grenzstein    | Sandstein, Wappen des Hochstifts Bamberg und der Markgrafschaft Bayreuth, bezeichnet „1686“ | D-4-75-169-16 | BW   |

## Ehemalige Baudenkmäler
| Lage                                   | Objekt        | Beschreibung                                                                              | Akten-Nr.     | Bild           |
| -------------------------------------- | ------------- | ----------------------------------------------------------------------------------------- | ------------- | -------------- |
| Pillmersreuth Am Rauhenberg ()         | Grenzstein    | Sandstein, Wappen des Hochstifts Bamberg und des Markgraftums Bayreuth, bezeichnet „1573“ | D-4-75-169-11 |                |
| Schönbrunn Schönbrunn 2 (Standort)     | Wohnstallhaus | Zweigeschossig, mit Satteldach, Türrahmen bezeichnet „1793“, moderne Veränderungen        | D-4-75-169-12 | BW             |
| Schwarzenstein Schloßberg 8 (Standort) | Türrahmung    | Mit Reitzenstein-Wappen, 1795                                                             | D-4-75-169-15 | weitere Bilder |